# Lachau
Lachau is een gemeente in het Franse departement Drôme (regio Auvergne-Rhône-Alpes) en telt 225 inwoners (1999). De plaats maakt deel uit van het arrondissement Nyons.

## Geschiedenis
Lachau werd in de eerste decennia van de 13e eeuw een gemeente bestuurd door consuls.

## Geografie
De oppervlakte van Lachau bedraagt 27,1 km², de bevolkingsdichtheid is 8,3 inwoners per km².

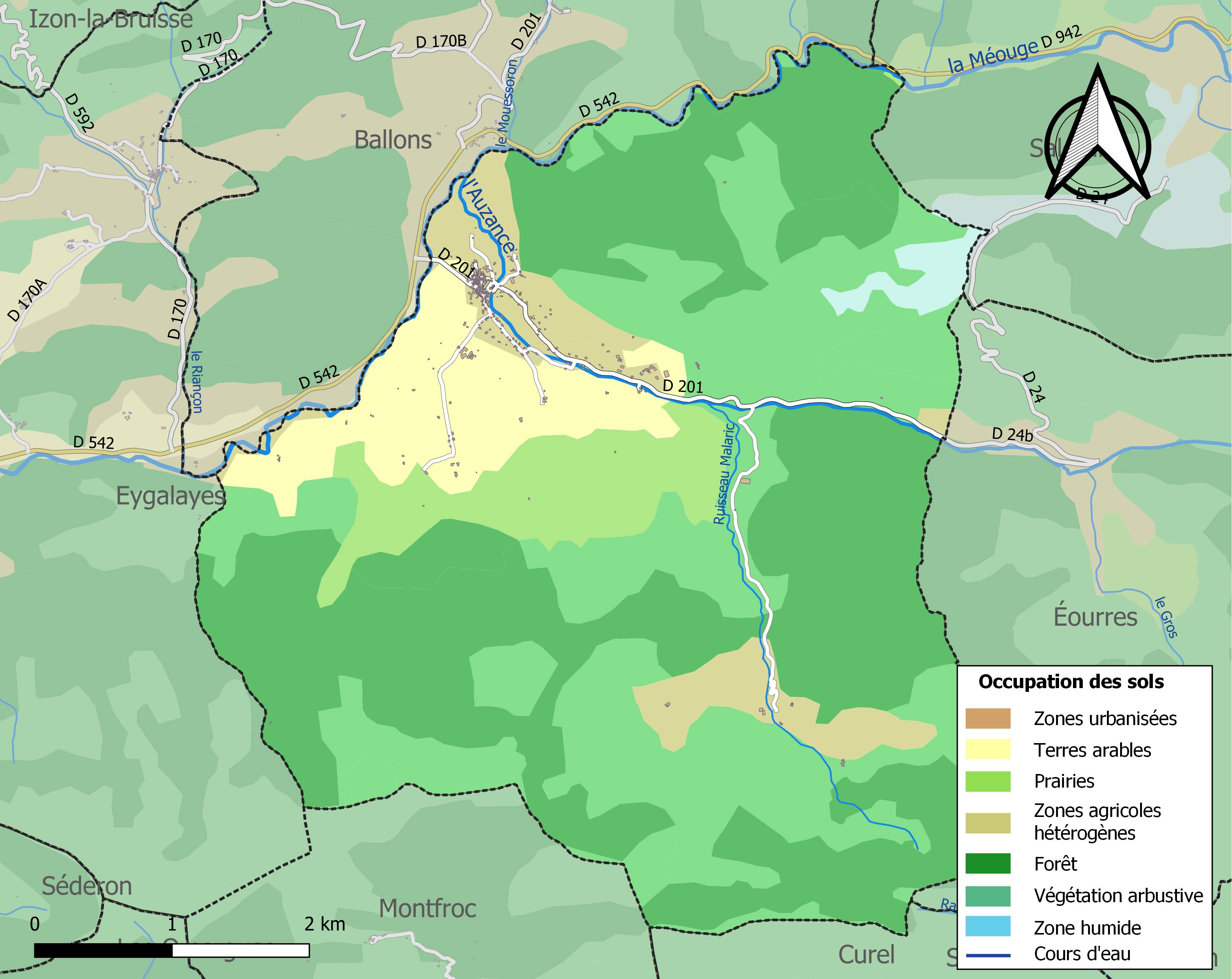
Kaart van de gemeente met belangrijkste infrastructuur, bodemgebruik en omliggende gemeenten

## Demografie
Onderstaande figuur toont het verloop van het inwonertal (bron: INSEE-tellingen).